# Odeon-Walzer
Der Odeon-Walzer ist der dritte von vier nachgelassenen Walzern von Johann Strauss Sohn ohne Opuszahl. Das Werk wurde am 16. November 1901 im Theater an der Wien erstmals aufgeführt.